# Phyllotis bonariensis
El pericote bonaerense o pericote serrano (Phyllotis bonariensis) es una especie de roedor del género Phyllotis de la familia Cricetidae. Habita en el centro-este del Cono Sur de Sudamérica.

## Taxonomía
Esta especie fue descrita originalmente en el año 1964, por el zoólogo Jorge A. Crespo, como una subespecie de Phyllotis darwini, es decir: Phyllotis darwini bonariensis. En el año 1978 Osvaldo A. Reig la eleva a especie plena.
Localidad tipo
La localidad tipo referida es: “Abra de la Ventana (500 msnm), parque provincial Ernesto Tornquist, partido de Tornquist, Buenos Aires, Argentina”.
Etimología
Etimológicamente, el término específico es un topónimo que refiere a la provincia de la cual es endémica: Buenos Aires.

## Distribución geográfica
Esta especie es endémica de la provincia de Buenos Aires, en el centro-este de Argentina, específicamente del sistema de Ventania.

## Conservación
Según la organización internacional dedicada a la conservación de los recursos naturales Unión Internacional para la Conservación de la Naturaleza (IUCN), al tener una distribución poco extendida, sufrir algunas amenazas y vivir en pocas áreas protegidas, la clasificó como una especie “casi amenazada” en su obra: Lista Roja de Especies Amenazadas.